# Christian Clemens
Christian Clemens (ur. 4 sierpnia 1991 w Kolonii) – niemiecki piłkarz, występujący na pozycji pomocnika.

## Kariera klubowa
W wieku dziesięciu lat rozpoczął treningi w 1. FC Köln. W pierwszym zespole zadebiutował w wygranym 1:0 meczu z FC St. Pauli. W grudniu 2010 roku strzelił swojego pierwszego gola dla klubu w wygranym 1:0 meczu przeciwko Eintrachtowi Frankfurt. W latach 2022–2023 był piłkarzem Lechii Gdańsk, dla której rozegrał 26 spotkań, zdobywając jednego gola.